# Championnats du Liberia de cyclisme sur route
Les championnats du Liberia de cyclisme sur route sont les championnats nationaux de cyclisme sur route organisés par la Fédération du Libéria de cyclisme.

## Hommes

### Podiums de la course en ligne
| Année | Champion        | Deuxième | Troisième      |
| 2011  | Junior Williams | Abu Kawa | Junior Johnson |

## Hommes Espoirs

### Podiums de la course en ligne
| Année | Champion       | Deuxième | Troisième |
| 2011  | Junior Johnson |          |           |